# Live at the Village Vanguard
| Recensione | Giudizio |
| ---------- | -------- |
| AllMusic   | [ 1 ]    |

Live at the Village Vanguard è un album discografico a nome di The Michel Petrucciani Trio, pubblicato dalla casa discografica Concord Jazz Records nel 1985.

## Il disco
L'album è stato registrato dal vivo nel famoso Village Vanguard di New York, un locale nel quale sono stati registrati dischi live da parte di molti jazzisti. Originariamente, la registrazione era stata pubblicata dall'etichetta Concord Jazz Records, in un doppio LP. È stata poi ripresa dalla Blue Note, con la quale Petrucciani ha siglato un contratto nel 1986, e pubblicata in un singolo CD nel 2002.
Al tempo di questo concerto, Michel Petrucciani aveva poco più di ventun anni ed era da poco arrivato negli Stati Uniti. Il programma è quello tipico di quel periodo dell'artista, un misto tra standards (compaiono brani di Miles Davis, Sonny Rollins e Thelonious Monk) e composizioni proprie. Soprattutto in queste prime esperienze, nella sua tecnica pianistica Petrucciani mostra chiare influenze di grandi pianisti del passato, quali Art Tatum, Oscar Peterson e McCoy Tyner. Per quanto riguarda l'inventiva e la capacità improvvisativa, il pianista, come peraltro in altre occasioni, denota un'aggressività unita ad una capacità armonica derivanti dai suoi studi classici, in particolare modo influenzate da Debussy, Ravel e Bartok. Nelle ballate romantiche sembra invece riecheggiare lo spirito del grande Bill Evans, al quale Petrucciani si era dichiaratamente ispirato nei primi anni dei suoi studi musicali e del quale il batterista Eliot Zigmund era stato un seguace.
Dopo l'apertura con un brano di Miles Davis, quel Nardis che era stato mirabilmente eseguito dallo stesso Evans, incontriamo Oleo, un brano di Sonny Rollins basato su ritmi caraibici, non di rado affrontati dal sassofonista, contenente un assolo di Petrucciani con contrappunti e cadenze di stampo classico.
In Le Bricoleur de Big Sur si mettono in luce anche i due accompagnatori. Erlinda è un brano dedicato da Petrucciani alla sua prima compagna (che lui chiamava "moglie", come farà per altre quattro donne) e inciso in precedenza nell'album Toot Sweet, realizzato in duo con Lee Konitz.
Dopo altre due composizioni originali del pianista e la ballata Trouble, l'album si chiude con una versione di impostazione blues del classico di Thelonious Monk ’Round Midnight, anch'esso compreso nell'album inciso con Konitz.
“Dopo aver ascoltato questa registrazione del ventunenne Petrucciani, ... si può pensare la sua forza vitale abbia in qualche modo superato le limitazioni fisiche date dal suo handicap incanalando la sua energia in una parte metafisica del corpo umano che governa la creatività, come forse era già accaduto all'inizio del secolo ad un altro geniale artista francese, il pittore Henri de Toulouse-Lautrec".

## Tracce

### LP
Lato A
1. Nardis – 11:05 (Miles Davis)
2. Oleo – 6:35 (Sonny Rollins)

Lato B
1. Le Bricoleur de Big Sur – 3:15 (Michel Petrucciani)
2. To Erlinda – 11:21 (Michel Petrucciani)

Lato C
1. Say It Again and Again – 9:44 (Michel Petrucciani)
2. Trouble – 9:27 (O. Dalffon)

Lato D
1. Three Forgotten Magic Words – 8:46 (Michel Petrucciani)
2. 'Round Midnight – 8:40 (Bernie Hanighen, Thelonious Monk, Cootie Williams)

## Formazione
- Michel Petrucciani - pianoforte
- Palle Danielsson – contrabbasso
- Eliot Zigmund – batteria

Note aggiuntive
- Gabreal Franklin - produttore
- Michel Petrucciani - co-produttore
- Registrazioni effettuate dal vivo (con la The Fedco Truck) il 16 marzo 1984 al The Village Vanguard di New York City, New York
- Tom Arrison e Gabreal Franklin - ingegneri delle registrazioni
- Phil Edwards, Gabreal Franklin e Michel Petrucciani - editing e montaggio
- George Horn - mastering
- Jerry Takigawa Design - design copertina album originale
- Jerry Takigawa - fotografia copertina frontale album originale
- Gabreal Franklin - fotografia retrocopertina album originale
- Alison Perry e Gabreal Franklin - fotografie interno copertina album originale
- Quest'album è dedicato a Bill Webb[3]